# SMS Goeben
Le SMS Goeben est un croiseur de bataille construit pour la Marine Impériale allemande (Kaiserliche Marine). Avec le SMS Moltke, ils forment la classe Moltke. Il est baptisé du nom du général prussien August Karl von Goeben (1816-1880).
Construit par les chantiers Blohm & Voss, le SMS Goeben est mis à l'eau le 28 mars 1911. À sa mise en service, il est affecté à la Division de la Méditerranée (Mittelmeerdivision) de la Marine Impériale allemande. Début août 1914, profitant de l'absence de coordination entre les amirautés britannique et française, de la confusion de la situation internationale (neutralité de l'Italie, dates différentes de l'ouverture des hostilités des puissances concernées) et des erreurs de jugement des amiraux de la Mediterranean Fleet, le bâtiment, aux ordres du contre amiral Souchon, réussit à gagner les Dardanelles, et est fictivement rattaché à la marine de l'Empire ottoman sous le nom de Yavuz Sultan Selim. C'est le dreadnought à la carrière la plus longue de l'histoire navale, puisqu'il est resté en service dans la Marine turque jusqu'en 1971. Il a été démoli en février 1976.

## Caractéristiques
Par rapport au SMS Von der Tann, mis en service précédemment, les « grands croiseurs » allemands SMS Moltke et SMS Goeben étaient légèrement plus grands, plus rapides et mieux armés. Ils portaient une cinquième tourelle double de canons de 280 millimètres, d'un modèle plus puissant (avec une longueur de canon de 50 calibres, au lieu de 45), ce qui leur donnait une portée supérieure à celle du SMS Von der Tann, surtout le SMS Goeben qui avait un angle maximal d'élévation des canons d'artillerie principale de 22° a lieu de 16° sur le SMS Moltke. Leur protection était un peu supérieure, avec une ceinture blindée de 270 mm, au lieu de 250 mm.
Leurs machines, avec vingt-quatre chaudières au lieu de dix huit, développaient 52 000 ch, et la vitesse maximale s'en trouvait accrue d'un nœud.
Ils étaient moins rapides, moins puissants, et avaient un déplacement moindre que les croiseurs de bataille britanniques dont ils étaient contemporains, la classe Lion mais conformément au concept retenu par la Marine Impériale allemande, pour ses « grands croiseurs », qui devaient pouvoir être incorporés dans la ligne de bataille des cuirassés, l'épaisseur de la ceinture blindée, à hauteur des soutes d'artillerie principale et des machines, se trouvait portée à 270 mm soit une épaisseur de 120 mm supérieure à celle de la classe Indefatigable et 50 mm supérieure à la classe Lion.

## Service
À sa mise en service, le SMS Goeben a été affecté à la Division de la Méditerranée (Mittelmeerdivision) de la Marine Impériale allemande, et demeura en Méditerranée pendant les guerres balkaniques de 1912-1913. En 1914, ayant besoin d'une grande révision de son appareil propulsif, il avait gagné le port de Pola, alors le principal port de guerre de Hongrie, pour y effectuer ces réparations.

### L'échappée duGoebenet duBreslau[4]

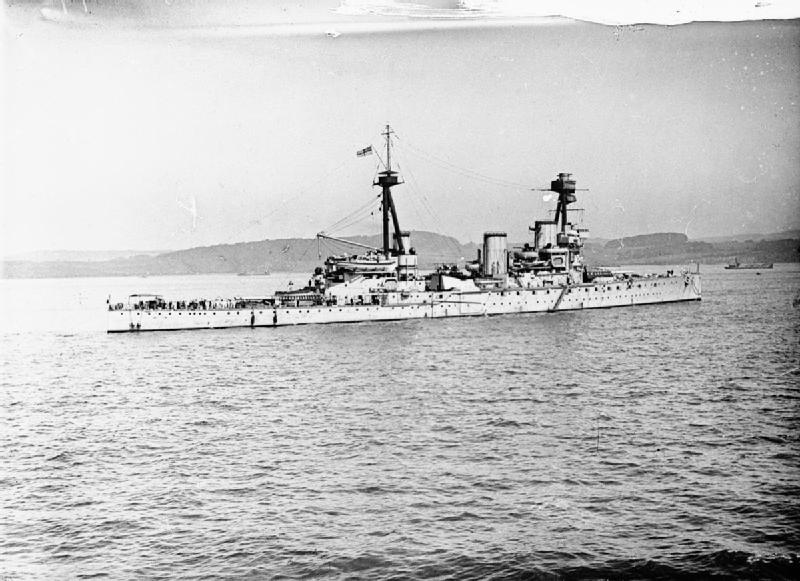
Le HMS Indomitable, un des trois croiseurs de bataille de la Flotte britannique de Méditerranée, en août 1914, aux ordres de l'amiral Milne

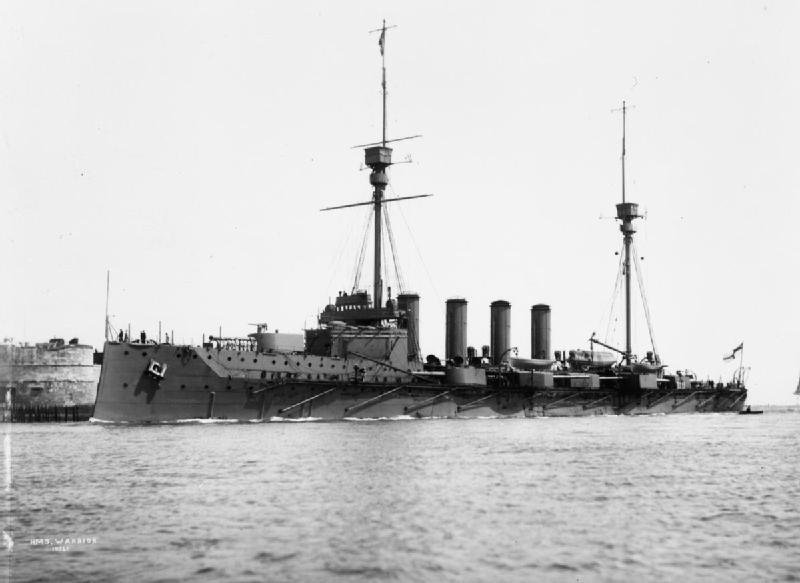
Les croiseurs cuirassés les plus puissants de l'amiral Troubridge (ici, le HMS Warrior) ont été annihilés au Jutland par les sister-ships du SMS Goeben.

Fin juillet 1914, dès la déclaration de guerre de l'Autriche-Hongrie à la Serbie, le contre-amiral Wilhelm Souchon commandant de la Division de la Méditerranée fit rapidement appareiller son navire-amiral, pour éviter d'être bloqué dans l'Adriatique. Rejoint par le croiseur léger SMS Breslau, il passa en Méditerranée et charbonna à Messine, ses instructions étant d'attaquer les convois de troupes entre l'Algérie et la France. Le 4 août, à l'aube, il bombardait Philippeville, puis mettait le cap à l'est ayant reçu ordre de gagner Istanbul, à la suite d'un accord conclu avec les autorités turques.
À Toulon, le vice-amiral Boué de Lapeyrère, Commandant-en-Chef de l'Armée Navale française, responsable de la sécurité des convois, disposait du « dreadnought » Courbet, de six pré-dreadnoughts de la classe Danton et d'une dizaine de pré-dreadnoughts plus anciens dont l'artillerie de 305 mm permettait d'engager le SMS Goeben, mais leur déficit de vitesse ne permettait pas de lui donner chasse. Averti par des interceptions de messages radio, dès le 2 août, que les navires allemands étaient à la mer, il avait annulé le départ des convois de troupes, mais persuadé que l'escadre allemande faisait route vers l'Atlantique, il ne s'était pas porté à leur rencontre.
La Flotte britannique de Méditerranée, quant à elle, comptait notamment trois croiseurs de bataille (HMS Inflexible, Indefatigable et Indomitable), aux ordres de l'amiral Milne, qui avait, depuis le 30 juillet, des ordres de l'Amirauté britannique de contribuer à la couverture des convois de troupes français, mais de ne pas engager, sans le soutien de cuirassés, des forces supérieures, ce qui, selon le Premier Lord de l'Amirauté, Winston Churchill, sous-entendait les dreadnoughts des Puissances alliées de l'Empire allemand dans la Triplice, Autriche-Hongrie et Italie.

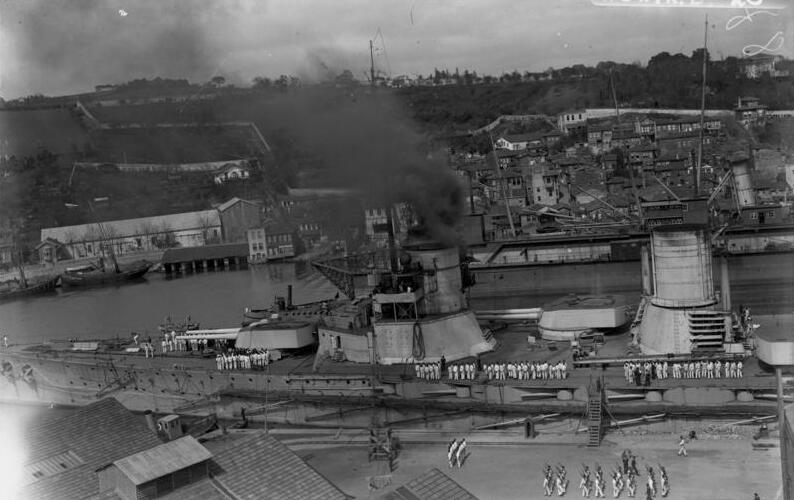
L'ex-Goeben arrivé à bon port dans le Bosphore

Le 4 août dans la matinée, l'escadre allemande fut repérée par les navires britanniques, sans conséquences, car à ce moment, la guerre n'était pas déclarée entre le Royaume-Uni et l'Empire allemand. L'escadre allemande, le 5 au matin, relâchait à Messine pour y charbonner. La guerre entre le Royaume-Uni et l'Empire allemand étant alors déclarée, à la suite de l'entrée des troupes allemandes en Belgique, l'amiral Milne reçut ordre de ne pas approcher à moins de 6 milles des côtes d'Italie demeurée neutre. Persuadé que l'amiral Souchon comptait retourner en Méditerranée occidentale, l'amiral Milne plaça deux croiseurs de bataille au débouché nord du détroit de Messine, renvoya le troisième croiseur de bataille charbonner à Bizerte et laissa le croiseur léger HMS Gloucester, surveiller le débouché sud.
Informé que l'Empire ottoman demeurait neutre, ce qui annulait ses instructions précédentes de gagner Istanbul, l'amiral Souchon, estima que, s'il mettait le cap à l'ouest, il pouvait se trouver contraint à un combat aléatoire contre deux croiseurs de batailles anglais, et s'il se réfugiait en Adriatique, il prenait le risque d'y être bloqué pour la durée de la guerre. Il décida de poursuivre vers Istanbul, dans le but d'amener l'Empire ottoman, volens nolens, à étendre la guerre en Mer Noire contre la Russie.
Lorsque l'escadre allemande fut repérée par le HMS Gloucester, le 6 août au soir, faisant route vers l'est, l'amiral Milne pensait que l'escadre de l'amiral Troubridge se trouvait en position de l'intercepter. Cette force de quatre croiseurs cuirassés et de huit destroyers avait reçu ordre de l'amiral Milne de surveiller le débouché de l'Adriatique, dans l'hypothèse d'une jonction du SMS Goeben et de la flotte austro-hongroise. Mais les quatre croiseurs cuirassés de la 1re Escadre de Croiseurs, HMS Defence, de classe Minotaur, et HMS Black Prince, Warrior, Duke of Edinburgh (en), de classe Duke of Edinburgh, armés de canons de 234 mm et filant 24 nœuds, étaient largement surclassés par le SMS Goeben. L'amiral Troubridge, estimant que mener une attaque où il n'aurait ni l'avantage de la portée, ni celui de la vitesse, contre un bâtiment dont l'épaisseur de la cuirasse était supérieure au calibre des obus qu'il recevrait, le placerait dans la situation d'engager une force supérieure, ce que les instructions de l'Amirauté excluaient, résolut donc de rester en arrière afin de prévenir une jonction de l'escadre allemande avec la flotte austro-hongroise.
Le HMS Gloucester continuant d'appuyer la chasse, après un bref engagement, sans résultat, avec le SMS Breslau, l'amiral Milne le rappela, alors que l'escadre allemande avait passé le cap Matapan et resta à surveiller le débouché de la Mer Adriatique, après avoir reçu l'annonce, erronée, de l'ouverture imminente des hostilités entre le Royaume-Uni et l'Autriche-Hongrie. L'amiral Souchon, après avoir charbonné auprès d'un navire allemand avec lequel il avait rendez-vous dans les Cyclades, à proximité de Naxos, se présentait, le 10 août, devant les Dardanelles. Pour respecter les obligations de la Turquie, puissance neutre, interdisant le passage des Détroits aux navires de guerre, il fut décidé de transférer les deux navires conservant leurs équipages allemands, à la Marine turque, le SMS Goeben prenant le nom de Yavuz Sultan Selim et le SMS Breslau celui de Midilli. Wilhelm Souchon reçut le commandement-en-chef de la Marine de l'Empire Ottoman, le 27 septembre, jour où les Détroits ont été fermés (en) à tout trafic maritime : la Russie se trouvait alors privée de sa seule liaison maritime avec ses alliés praticable toute l'année. Les masques tombent, le 29 octobre 1914, lorsque sous pavillon turc, les deux navires ex-allemands bombardent les ports de Sébastopol et de Novorossiïsk, et coulent un mouilleur de mines russe. Le 2 décembre, la Russie se déclara en guerre avec l'Empire Ottoman, et dès le 3 novembre, les croiseurs de bataille HMS Indomitable et Indefatigable ont commencé le bombardement des forts turcs qui défendent les Dardanelles, avec le concours des pré-dreadnoughts français Suffren et Vérité

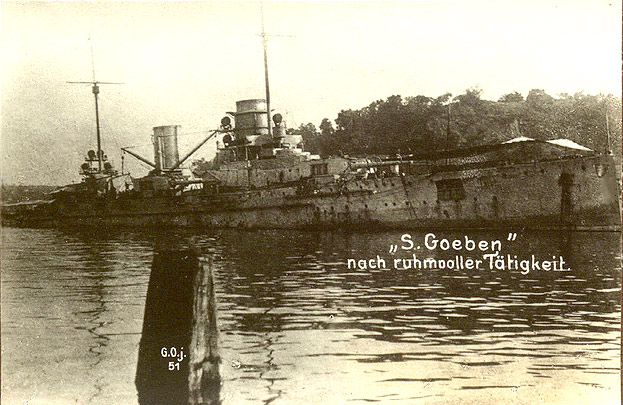
Le Yavuz, ex-Goeben, échoué dans les Dardanelles, après le combat d'Imbros

Cette première « rencontre » entre un croiseur de bataille allemand et des croiseurs cuirassés britanniques se conclut indubitablement par une victoire allemande, aux grandes conséquences stratégiques, sans qu'il y ait eu combat. L'Amirauté britannique ne s'y trompa pas : auditionné par une commission d'enquête, l'amiral Troubridge fut traduit en cour martiale, début novembre 1914. Bien qu'il eût été acquitté, en raison de l'imprécision des instructions sur l'engagement contre une force supérieure, il ne reçut plus de commandement à la mer, et l'amiral Milne non plus. Quant aux croiseurs cuirassés de la 1re escadre de croiseurs, on observera que leur heure n'était pas venue au début d'août 1914 : trois d'entre eux seront coulés au Jutland, dont le navire-amiral d'Ernest Troubridge, le HMS Defence, portant cette fois la marque de l'amiral Arbuthnot.

### En Mer Noire
Pendant la suite de la Première Guerre Mondiale, le Yavuz Sultan Selim, souvent désigné Yavuz, opéra en Mer Noire. Il souffrit de dégâts provoqués par des mines mouillées par les Russes devant le Bosphore, en décembre 1914. Il affronta les navires de la Marine Impériale de Russie, dans diverses escarmouches, qu'il s'agisse de cuirassés pré-dreadnoughts, comme le Panteleimon (l'ex-Potemkine) à la bataille du cap Sarytch, en novembre 1914, et en mars 1915, ou contre le récent cuirassé Impératrice Maria, en janvier 1916.
Lorsqu'après la Révolution de 1917, les hostilités cessèrent entre la Russie et l'Empire allemand, les deux navires de l'amiral Souchon, qui est rentré en Allemagne en septembre 1917, n'avaient plus d'adversaires en Mer Noire. Aussi, aux ordres de l'amiral Paschwitz eut lieu une sortie en Mer Égée, en janvier 1918, pour attaquer la base alliée de Moúdros. Au cours d'un engagement devant l'île d'Imbros (en) le Yavuz réussit à couler deux monitors britanniques, mais ayant pénétré dans un champ de mines, où le Midilli fut coulé, le Yavuz subit des dégâts sérieux. Il a dû faire retraite et a réussi à regagner les Dardanelles, où il s'échoua, mais il a pu être remorqué jusqu'à Constantinople,, et a été admis en cale sèche en Russie en mai 1918.
Début novembre 1918, leYavuz fut formellement intégré dans la Marine turque, et à partir de 1924, à Izmir, dans un dock flottant construit par une société allemande, il a été remis en état par du personnel des Chantiers de Penhoët. Il est resté stationnaire à Izmir, à partir de 1948. Après près de cinquante-cinq ans passés sous pavillon turc, il a été démoli dans le courant des années 1970.
1914
Le 29 octobre, le Yavuz bombarde Sébastopol lors de sa première opération contre la Russie impériale, alors que l'Empire ottoman n'est pas encore en guerre contre l'Entente ; Souchon mène l'opération pour forcer la Turquie à entrer en guerre aux côtés de l'Allemagne. Un obus de 25,4 cm a frappé le navire dans la cheminée arrière, mais il n'a pas explosé et a causé des dégâts négligeables. Deux autres impacts ont infligé des dégâts mineurs. Le navire et ses escortes ont traversé un champ de mines russe inactif pendant le bombardement. En retournant dans les eaux turques, le Yavuz a rencontré le poseur de mines russe Prut qui s'est sabordé avec 700 mines à bord. Pendant l'engagement, le destroyer russe d'escorte, le Lieutenant Pouchkine, a été endommagé par deux obus de 15 cm de la batterie secondaire du Yavuz. En réponse à ce bombardement, la Russie a déclaré la guerre le 1er novembre, forçant ainsi les Ottomans à entrer dans la guerre mondiale au sens large. La France et la Grande-Bretagne ont bombardé les forteresses turques qui gardaient les Dardanelles le 3 novembre et ont officiellement déclaré la guerre deux jours plus tard. De cet engagement, les Russes ont tiré la conclusion que l'ensemble de la flotte de la mer Noire devait rester regroupée afin qu'elle ne puisse pas être défaite en détail (un navire à la fois) par le Yavuz.
Le Yavuz, escorté par le Midilli, a intercepté la flotte russe de la mer Noire à 17 milles marins (31 km) au large des côtes de Crimée le 18 novembre, alors qu'elle revenait d'un bombardement de Trébizonde. Malgré l'heure de midi, les conditions étaient brumeuses et aucun des principaux navires n'a été repéré au départ. Avant la guerre, la flotte de la mer Noire avait expérimenté la concentration des tirs de plusieurs navires sous le contrôle d'un seul "capitaine", et l'Evstafi s'est abstenu de tirer jusqu'à ce que le "capitaine", Ioann Zlatoust, puisse voir le Yavuz. Lorsque les ordres de tir ont finalement été reçus, ils ont montré une portée de plus de 3700 m supérieure à l'estimation de l'Evstafi, elle-même de 7000 m, de sorte que l'Evstafi a choisi d'ouvrir le feu en utilisant ses propres données avant que le Yavuz ne puisse se positionner pour tirer une pleine bordée. Il a placé un coup au but dès sa première salve, lorsqu'un obus de 12 pouces a partiellement pénétré la casemate blindée protégeant un des canons secondaires de 15 centimètres du Yavuz. Cela a fait exploser une partie des munitions prêtes à l'emploi, déclenchant un incendie qui a dévasté la casemate et tué tout l'équipage du canon. Treize hommes ont été tués et trois ont été blessés.
Le Yavuz a riposté et a touché l'Evstafi dans sa cheminée centrale ; l'obus a explosé après avoir traversé la cheminée, détruisant au passage les antennes de la radio de conduite de tir, de sorte que l'Evstafi n'a pas pu transmettre que les données de portée de Ioann Zlatoust étaient inexactes. Les autres navires russes ont soit utilisé les données incorrectes de Ioann Zlatoust, soit n'ont jamais aperçu le Yavuz et n'ont pas enregistré de résultats. Le Yavuz a touché l'Evstafi quatre autres fois, bien qu'un de ces obus n'ait pas explosé, avant que Souchon ne décide de rompre le contact au bout de 14 minutes de combat. Ces quatre impacts sur dix-neuf obus de 28 cm tirés ont tué 34 marins russes et en ont blessé 24.
Le mois suivant, les 5 et 6 décembre, le Yavuz et le Midilli ont assuré la protection des transports de troupes, et le 10 décembre, le Yavuz a bombardé Batoumi. Le 23 décembre, le Yavuz et le croiseur protégé Hamidiye ont escorté trois transporteurs à Trébizonde. Au retour d'une autre opération d'escorte de transporteurs, le 26 décembre, le Yavuz frappe une mine qui explose sous la tour de contrôle, à tribord, à environ un mille nautique du Bosphore. L'explosion fait un trou de 50 mètres carrés dans la coque extérieure du navire, mais la paroi anti-torpille tient bon. Deux minutes plus tard, le Yavuz a frappé une seconde mine sur bâbord, juste devant la barbette de l'aile de la batterie principale ; cela a ouvert un trou de 64 mètres carrés. La cloison s'est enfoncée de 30 cm, mais a maintenu la protection étanche de l'intérieur du navire. Cependant, quelque 600 tonnes d'eau inondèrent les protections anti-torpille. Il n'existait pas de dock dans l'Empire ottoman suffisamment grand pour entretenir le Yavuz, aussi des réparations temporaires furent effectuées à l'intérieur de batardeaux en acier, qui furent vidangés par pompage pour créer une zone de travail à sec autour de la coque endommagée. Les trous ont été comblés avec du béton, lequel a tenu pendant plusieurs années avant que des travaux plus sérieux ne soient nécessaires.
1915
Encore endommagé, le Yavuz sort du Bosphore le 28 janvier puis le 7 février 1915 pour aider le Midilli à échapper à la flotte russe ; il couvre également le retour du Hamidiye. Le 1er avril, les réparations étant inachevées, le Yavuz quitte le Bosphore en compagnie du Midilli pour couvrir le retrait du Hamidiye et du croiseur blindé Mecidiye, qui avait été envoyé pour bombarder Odessa. De forts courants ont cependant contraint les croiseurs à se diriger à 15 milles (24 km) à l'Est, aux abords du Dniepr-Bug Liman (baie) qui menait à Nikolayev. Alors qu'ils naviguaient vers l'Ouest après une correction de cap, le Mecidiye a heurté une mine et coulé, de sorte que cette attaque a dû être avortée. Après que le Yavuz et le Midilli soient apparus au large de Sébastopol et aient coulé deux cargos, la flotte russe les a poursuivis toute la journée, et a détaché plusieurs destroyers après le crépuscule pour tenter une attaque à la torpille. Un seul destroyer, le Gnevny, a pu se rapprocher et lancer une attaque, qui a échoué. Le Yavuz et le Midilli retournèrent au Bosphore indemnes.
Le 25 avril, le jour même où les Alliés ont débarqué à Gallipoli, les forces navales russes sont arrivées au large du Bosphore et ont bombardé les forts qui gardaient le détroit. Deux jours plus tard, le Yavuz Sultan Selim se dirigeait vers le Sud des Dardanelles pour bombarder les troupes alliées à Gallipoli, accompagné du cuirassé Turgut Reis. Ils ont été repérés à l'aube par un ballon d'observation alors qu'ils se mettaient en position. Lorsque la première salve de 380 mm du cuirassé Queen Elizabeth atterrit à proximité, le Yavuz quitta sa position de tir, près des falaises, vers un endroit où le Queen Elizabeth ne pouvait pas l'engager. Le 30 avril, le Yavuz essaya à nouveau, mais fut repéré par le pré-cuirassé Lord Nelson qui s'était installé dans les Dardanelles pour bombarder le quartier général turc de Çanakkale. Le navire britannique ne parvint à tirer que cinq coups avant que le Yavuz ne quitte son champ de vision.
Le 1er mai, le Yavuz a navigué vers la baie de Beikos dans le Bosphore après que la flotte russe ait bombardé les fortifications à l'embouchure du Bosphore. Vers le 7 mai, le Yavuz s'est éloigné du Bosphore à la recherche de navires russes jusqu'à Sébastopol, mais n'en a trouvé aucun. À court de munitions pour l'artillerie principale, il n'a pas bombardé Sébastopol. Au retour, le matin du 10 mai, les vigies du Yavuz ont repéré deux pré-dreadnoughts russes, le Tri Sviatitelia et le Panteleimon, et le navire a ouvert le feu. Au cours des dix premières minutes, il a été touché deux fois, bien qu'il n'ait pas été sérieusement endommagé. L'amiral Souchon se désengagea et se dirigea vers le Bosphore, poursuivi par les forces légères russes. Plus tard dans le mois, deux des canons de 15 cm du navire furent ramenés à terre pour y être utilisés, et les quatre canons de 8,8 cm de la superstructure arrière furent retirés en même temps. Quatre canons anti-aériens de 8,8 cm furent installés sur la superstructure arrière à la fin de 1915.
Le 18 juillet, le Midilli frappe une mine ; le navire embarque quelque 600 tonnes  (610 t) d'eau et ne peut plus escorter les convois de charbon de Zonguldak vers le Bosphore. Le Yavuz est affecté à cette tâche et, le 10 août, il escorte un convoi de cinq transporteurs de charbon, ainsi que le Hamidiye et trois torpilleurs. Pendant le transit, le convoi a été attaqué par le sous-marin russe Tyulen, qui a coulé un des charbonniers. Le lendemain, le Tyulen et un autre sous-marin tentent également d'attaquer le Yavuz, mais ne parviennent pas à atteindre une position de tir. Deux destroyers russes, le Bystry et le Pronzitelni, attaquent le 5 septembre un convoi turc escorté par le Hamidiye et deux torpilleurs. Les canons de 15 cm du Hamidiye sont tombés en panne pendant le combat, et les Turcs ont fait appel au Yavuz, mais celui-ci est arrivé trop tard : les charbonniers turcs s'étaient déjà échoués pour éviter la capture par les destroyers russes.
Le 21 septembre, le Yavuz Sultan Selim est à nouveau envoyé hors du Bosphore pour repousser trois destroyers russes qui attaquaient des navires turcs transportant du charbon. Les missions d'escorte se sont poursuivies jusqu'au 14 novembre, lorsque le sous-marin Morzh a failli frapper le Yavuz avec deux torpilles juste à l'extérieur du Bosphore. L'amiral Souchon décide que le risque pour le croiseur de bataille est trop grand et suspend le système de convoi. À sa place, seuls les navires suffisamment rapides pour faire le voyage de Zonguldak à Constantinople en une seule nuit étaient autorisés ; en dehors du Bosphore, ils seraient rejoints par des torpilleurs pour les défendre contre les sous-marins qui les attendaient. À la fin de l'été, l'achèvement de deux nouveaux cuirassés russes, l'Imperatritsa Mariya et l'Imperatritsa Ekaterina Velikaya, a encore restreint les activités du Yavuz.
1916 - 1917
L'amiral Souchon a envoyé le Yavuz à Zonguldak le 8 janvier pour protéger un charbonnier vide en phase d'approche des destroyers russes dans la région, mais les Russes ont coulé le navire de transport avant l'arrivée du Yavuz. Sur le chemin du retour vers le Bosphore, le Yavuz a rencontré l'Imperatritsa Ekaterina. Les deux navires se sont engagés dans un bref duel d'artillerie, commençant à une distance de 18 500 mètres. Le Yavuz a tourné au Sud-Ouest, et dans les quatre premières minutes de l'engagement, il a tiré cinq salves depuis ses canons principaux. Aucun des deux navires ne fut touché, bien que des éclats d'obus provenant d'un tir manqué aient frappé le Yavuz. Bien que théoriquement beaucoup plus rapide que l'Imperatritsa Ekaterina, la coque du croiseur de bataille turc était très encrassée et ses arbres d'hélice étaient en mauvais état. Il était donc difficile pour le Yavuz d'échapper au puissant cuirassé russe, qui aurait atteint 23,5 kn (44 km/h), mais le commandant russe n'engagea pas une poursuite qu'il croyait impossible à gagner contre un navire théoriquement bien plus rapide que lui.
Les forces russes ont fait des gains importants en territoire ottoman pendant la campagne du Caucase. Pour tenter d'empêcher de nouvelles avancées de l'armée russe, le Yavuz dépêche 429 officiers et soldats, une batterie d'artillerie de montagne, des unités de mitrailleuses et d'aviation, 1000 fusils et 300 caisses de munitions à Trébizonde le 4 février. Le 4 mars, la marine russe débarque un détachement de quelque 2100 hommes, avec des canons de montagne et des chevaux, de part et d'autre du port d'Atina. Les Turcs sont pris par surprise et obligés d'évacuer. Un autre débarquement a lieu en juin dans la baie de Kavata, à environ 5 milles à l'est de Trébizonde. Fin juin, les Turcs contre-attaquent et pénètrent à environ 20 milles dans les lignes russes. Le Yavuz et le Midilli ont mené une série d'opérations côtières pour soutenir les attaques turques. Le 4 juillet, le Yavuz a bombardé le port de Tuapse, où il a coulé un navire à vapeur et une goélette à moteur. Les navires turcs se sont dirigés vers le Nord pour se mettre en cercle derrière les Russes avant que les deux dreadnoughts russes ne quittent Sébastopol pour tenter de les attaquer. Ils sont ensuite retournés au Bosphore, où le Yavuz a été amarré pour réparer ses arbres d'hélice jusqu'en septembre.
La pénurie de charbon continua à s'aggraver jusqu'à ce que l'amiral Souchon soit contraint de suspendre les opérations du Yavuz et du Midilli jusqu'en 1917. Après la signature d'un armistice entre la Russie et l'Empire ottoman en décembre 1917 à la suite de la révolution bolchevique, officialisée par le traité de Brest-Litovsk en mars 1918, le charbon recommença à arriver de l'Est de la Turquie.
1918
Le 20 janvier 1918, les Yavuz et Midilli quittent les Dardanelles sous le commandement du vice-amiral Rebeur-Paschwitz, qui avait remplacé Souchon en septembre dernier. L'intention de Rebeur-Paschwitz était de retirer les forces navales alliées de Palestine pour y soutenir les forces turques. En dehors du détroit, au cours de ce qui fut connu comme la bataille d'Imbros, le Yavuz surprend et coule les navires de surveillance Raglan et M28 qui étaient à l'ancre et non soutenus par les pré-dreadnoughts qui auraient dû les garder. Rebeur-Paschwitz décida alors de se rendre au port de Mudros ; là, le pré-dreadnought britannique Agamemnon faisait route pour attaquer les navires turcs. En cours de route, le Midilli frappa plusieurs mines et coula ; le Yavuz frappa également trois mines. Battant en retraite vers les Dardanelles et poursuivi par les destroyers britanniques HMS Lizard et Tigress, il fut intentionnellement échoué près de la Pointe de Nagara, juste à l'extérieur des Dardanelles. Les Britanniques attaquèrent le Yavuz avec des bombardiers de la 2e escadre du Royal Naval Air Service alors qu'il était cloué au sol et le touchèrent à deux reprises, mais les bombes de l'avion léger n'étaient pas assez lourdes pour faire de sérieux dégâts. Le navire de surveillance M17 a tenté de bombarder le Yavuz dans la soirée du 24 janvier, mais n'a réussi à tirer que dix coups avant de se replier pour échapper aux tirs de l'artillerie turque. Le sous-marin E14 fut envoyé pour détruire le navire endommagé, mais il était trop tard ; le vieux cuirassé Turgut Reis, ex-Allemand, avait déjà remorqué le Yavuz et l'avait ramené en sécurité à Constantinople ; le Yavuz fut toutefois immobilisé par les importants dégâts ; des batardeaux furent à nouveau construits autour de la coque, et les réparations durèrent du 7 août au 19 octobre.
Le Yavuz a escorté les membres de la commission d'armistice ottomane à Odessa le 30 mars 1918, après la signature du traité de Brest-Litovsk. Après son retour à Constantinople, il s'embarque en mai pour Sébastopol où il fait nettoyer sa coque et réparer quelques fuites. Le 28 juin, le Yavuz et plusieurs destroyers se rendent à Novorossisk pour y immobiliser les derniers navires de guerre soviétiques, mais ceux-ci ont déjà été sabordés à l'arrivée des navires turcs. Les destroyers sont restés, mais le Yavuz est rentré à Sébastopol. Le 14 juillet, le navire est mis en rade pour le reste de la guerre. Pendant son séjour à Sébastopol, les ouvriers du chantier naval effectuent un carénage complet de la coque. Le Yavuz est ensuite rentré à Constantinople, où, du 7 août au 19 octobre, un batardeau en béton a été installé pour réparer l'une des trois zones endommagées par les mines.
La marine allemande a officiellement transféré la propriété du navire au gouvernement turc le 2 novembre. Selon les termes du Traité de Sèvres entre l'Empire ottoman et les Alliés occidentaux, le Yavuz aurait dû être remis à la Royal Navy en guise de réparation de guerre, mais cela n'a pas été fait en raison de la guerre d'indépendance turque, qui a éclaté immédiatement après la fin de la Première Guerre mondiale, tandis que la Grèce tentait de s'emparer de territoires de l'Empire ottoman en ruine. Après que la Turquie moderne soit sortie victorieuse de la guerre, le traité de Sèvres a été abandonné et le traité de Lausanne a été signé à sa place en 1923. En vertu de ce traité, la nouvelle république turque a conservé la possession d'une grande partie de sa flotte, incluant le Yavuz.
Service après-guerre
Dans les années 1920, l'engagement de remettre à neuf le Yavuz pour en faire la pièce maîtresse de la flotte du nouveau pays fut le seul élément constant des différentes politiques navales qui furent mises en avant. Le croiseur de bataille resta à İzmit jusqu'en 1926, dans un état délabré : seules deux de ses chaudières fonctionnaient, il ne pouvait ni barrer ni produire de vapeur, et il avait encore deux déchirures non réparées dues aux dégâts causés par les mines en 1918. L'argent recueilli a permis d'acheter un nouveau dock flottant de 26 000 tonnes en Allemagne, car le Yavuz ne pouvait être remorqué nulle part sans risquer de sombrer dans une mer agitée. La société française Atelier et Chantiers de St. Nazaire-Penhöet a été engagée en décembre 1926 pour superviser le réaménagement ultérieur, qui a été effectué par le chantier naval de Gölcük. Les travaux se sont déroulés sur trois ans (1927-1930) ; ils ont été retardés lorsque plusieurs compartiments du quai se sont effondrés pendant le pompage. Le Yavuz a été légèrement endommagé avant de pouvoir être renfloué et le dock a dû être réparé avant que les travaux de réparation ne puissent commencer. Le ministre de la Marine, Ihsan Bey (İhsan Eryavuz), a été reconnu coupable de détournement de fonds dans l'enquête qui a suivi. D'autres retards ont été causés par des accusations de fraude qui ont entraîné la suppression du ministère de la Marine. Le chef d'état-major de l'armée turque, le maréchal Fevzi, s'est opposé à la construction navale et a ralenti tous les programmes de construction navale à la suite des accusations de fraude. Les travaux intensifs sur le croiseur de bataille ne commencèrent qu'après que la marine grecque eut mené un exercice naval de grande envergure au large de la Turquie en septembre 1928 et que le gouvernement turc eut perçu la nécessité de contrer la supériorité navale de la Grèce. Les Turcs commandèrent également quatre destroyers et deux sous-marins aux chantiers navals italiens. Le gouvernement grec proposa un "congé" de dix ans de la construction navale sur le modèle du traité de Washington lorsqu'il apprit que le Yavuz devait être remis en service, bien qu'il se soit réservé le droit de construire deux nouveaux croiseurs. Le gouvernement turc a rejeté cette proposition, et a affirmé que le navire était destiné à contrer la force croissante de la marine soviétique en mer Noire.
Yavuz à Istanbul, 1947
L'hélice du Yavuz à Gölcük
Au cours du carénage, les dommages causés par la mine ont été réparés, son tonnage a été porté à 23 100 t et la coque a été légèrement retravaillée. Sa longueur a été réduite d'un demi-mètre, mais sa largeur a été augmentée de 10 cm. Le Yavuz a été équipé de nouvelles chaudières et d'un système français de contrôle de tir pour ses canons de batterie principale. Deux des canons de 15 cm furent retirés de leur position de casemate. Sa protection blindée ne fut pas améliorée pour tenir compte des leçons de la bataille du Jutland, et elle n'avait que 5,1 cm de blindage au-dessus de ses chargeurs. Le Yavuz fut remis en service en 1930, reprenant son rôle de vaisseau amiral de la marine turque, et obtint de meilleurs résultats que prévu lors de ses essais de vitesse ; ses essais ultérieurs d'artillerie et de conduite de tir furent également couronnés de succès. Les quatre destroyers, nécessaires à la protection du croiseur de bataille, entrèrent en service entre 1931 et 1932 ; leurs performances ne répondirent jamais aux spécifications de conception. En réponse à la remise en service du Yavuz, l'Union soviétique transféra le cuirassé Parizhskaya Kommuna et le croiseur léger Profintern de la Baltique à la fin de 1929 pour s'assurer que la flotte de la mer Noire conserve la parité avec la marine turque. Le gouvernement grec réagit également en commandant deux destroyers.
En 1933, elle a emmené le Premier ministre İsmet İnönü de Varna à Istanbul et a transporté le Shah d'Iran de Trébizonde à Samsun l'année suivante[69]. Le Yavuz Sultan Selim a fait officiellement raccourcir son nom en Yavuz Sultan en 1930, puis en Yavuz en 1936. Un autre court réaménagement a été effectué en 1938 et, en novembre de la même année, il a transporté la dépouille de Mustafa Kemal Atatürk d'Istanbul à İzmit. En 1937, l'attaché naval britannique considérait que le navire et les autres navires de la marine étaient dépassés, en partie à cause de leur armement anti-aérien inférieur aux normes, mais en 1938, le gouvernement turc a commencé à planifier l'expansion de la flotte. Le Yavuz serait conservé jusqu'à la mise en service du second croiseur en 1945, et la marine devait construire un navire de 23 000 tonnes entre 1950 et 1960. Le programme de construction navale n'a pas vu le jour, car les chantiers navals étrangers qui devaient construire les navires se sont concentrés sur les besoins de leurs propres nations jusqu'à la Seconde Guerre mondiale.
Le Yavuz est resté en service pendant toute la Seconde Guerre mondiale. En novembre 1939, il était, avec le Parizhskaya Kommuna, le seul grand navire de la région de la mer Noire, et le magazine Life a rapporté que le Yavuz était supérieur au navire soviétique parce que ce dernier était en mauvais état. En 1941, sa batterie anti-aérienne a été renforcée avec quatre canons de 88 mm (3,5 pouces), dix canons de 40 mm (1,6 pouce) et quatre canons de 20 mm (0,79 pouce). Le 5 avril 1946, le cuirassé américain USS Missouri, le croiseur léger Providence et le destroyer Power sont arrivés à Istanbul pour rendre la dépouille de l'ambassadeur turc Münir Ertegün. Le Yavuz a salué les navires dans le Bosphore, où lui et le Missouri ont échangé des salves de 19 coups de feu.
Après 1948, le navire a été stationné soit à İzmit soit à Gölcük. Il a été mis hors service le 20 décembre 1950 et rayé du registre de la marine le 14 novembre 1954 Lorsque la Turquie a rejoint l'OTAN en 1952, le navire a reçu le numéro de coque B70. Le gouvernement turc a proposé de vendre le navire au gouvernement ouest-allemand en 1963 comme navire musée, mais l'offre a été refusée. La Turquie a vendu le navire à M.K.E. Seyman en 1971 pour le mettre à la casse. Il a été remorqué jusqu'aux chantiers navals le 7 juin 1973, et les travaux ont été achevés en février 1976. Au moment de sa mise au rebut, il était le dernier cuirassé existant en dehors des États-Unis.